# Chrysopa silvestrina
Chrysopa silvestrina är en insektsart som beskrevs av Navás 1929. Chrysopa silvestrina ingår i släktet Chrysopa och familjen guldögonsländor. Inga underarter finns listade i Catalogue of Life.